# Формула-Россия в сезоне 2013
Сезон 2013 Формулы Россия стал вторым в истории данной гоночной серии. Гоночная серия стала полностью самостоятельной, в то время как предыдущий сезон фактически был частью серии RRC. Во время каждого этапа проводилось по две отдельные гонки, сперва проводилась лишь одна квалификация, но с середины сезона к каждой гонке стали проводить отдельную квалификацию.
Календарь состоял из шести этапов – трёх на «Казань-Ринге», двух на Moscow Raceway и одного на «Смоленском кольце». На казанских этапах дополнительно разыгрывалось звание чемпиона Татарстана, на остальных этапах – звание чемпиона Москвы и Московской области.
Победителем серии стал Станислав Бурмистров, а предыдущий победитель – Константин Терещенко провёл лишь два этапа и занял четвёртое место по итогом сезона. Чемпионом Республики Татарстан в классе «Формула-3» стал Михаил Лобода (опередивший Станислава Бурмистрова и Юрия Лободу), чемпионом Москвы и Московской области стал Станислав Бурмистров (опередивший Константина Терещенко и Михаила Лободу), в зачёте «Молодая звезда» победу одержал Эдвард Фроленков (18 лет, уступил 16-летним Алексею Рязанову и Антону Курбатову), в зачёте «Джентльмен» Евгений Смелов опередил Игоря Мухина и Ирека Миннахметова.

## Команды и пилоты
| Команда               | No. | Гонщик               | Этапы  |
| --------------------- | --- | -------------------- | ------ |
| Команда Москвы        | 3   | Игорь Мухин          | 1-3, 6 |
| Команда Москвы        | 7   | Михаил Лобода        | Все    |
| Команда Москвы        | 11  | Юрий Лобода          | Все    |
| Команда Москвы        | 14  | Денис Корнеев        | 1      |
| Команда Москвы        | 17  | Константин Терещенко | 1,5    |
| Команда Москвы        | 19  | Роман Мавланов       | 6      |
| Команда Москвы        | 20  | Игорь Яворовский     | 6      |
| Команда Москвы        | 63  | Анастасия Воронкова  | 5      |
| Команда Москвы        | 95  | Станислав Сафонов    | 5      |
| Команда Москвы        | 99  | Андрей Степанов      | 4      |
| Команда Сочи          | 10  | Эдвард Фроленков     | Все    |
| Команда Сочи          | 23  | Дмитрий Шахин        | 4      |
| Команда Липецка       | 24  | Антон Курбатов       | 1-5    |
| Команда Липецка       | 48  | Алексей Рязанов      | Все    |
| Команда Татарстана    | 17  | Адель Муллахметов    | 6      |
| Команда Татарстана    | 67  | Ирек Миннахметов     | 2,3    |
| Команда Татарстана    | 77  | Булат Фатхуллин      | 6      |
| Команда Самары        | 63  | Михаил Малеев        | 6      |
| Команда Белая Дача    | 77  | Евгений Смелов       | 1-5    |
| Команда Долгопрудного | 97  | Станислав Бурмистров | Все    |

## Календарь и результаты
В апреле была запланирована тренировочная сессия на Moscow Raceway, но по причине сложных погодных условий, тесты не состоялись. В январе на официальном сайте серии было опубликовано предварительное расписание сезона, где предполагалось, что один из этапов пройдёт на трассе «Красное Кольцо» под Красноярском 29 июня, однако в окончательный вариант календаря эта гонка не вошла.
Этап в Смоленске проходил совместно с Чемпионатом Европы по гонкам на грузовиках, Кубком Лада Гранта и гоночным классом Legends. Передпоследний этап прошёл совместно с известной немецкой серией DTM и Кубком Лада Гранта.
| Этап | Этап | Трасса            | Дата        | Поул-позиция         | Лучший круг          | Победитель           | Команда               |
| ---- | ---- | ----------------- | ----------- | -------------------- | -------------------- | -------------------- | --------------------- |
| 1    | Г1   | Moscow Raceway    | 5 мая       | Константин Терещенко | Константин Терещенко | Константин Терещенко | Команда Москвы        |
| 1    | Г2   | Moscow Raceway    | 5 мая       | Константин Терещенко | Константин Терещенко | Константин Терещенко | Команда Москвы        |
| 2    | Г1   | Казань Ринг       | 11 мая      | Станислав Бурмистров | Михаил Лобода        | Михаил Лобода        | Команда Москвы        |
| 2    | Г2   | Казань Ринг       | 12 мая      | Станислав Бурмистров | Ирек Миннахметов     | Михаил Лобода        | Команда Москвы        |
| 3    | Г1   | Казань Ринг       | 22 июня     | Михаил Лобода        | Михаил Лобода        | Станислав Бурмистров | Команда Долгопрудного |
| 3    | Г2   | Казань Ринг       | 23 июня     | Михаил Лобода        | Эдвард Фроленков     | Михаил Лобода        | Команда Москвы        |
| 4    | Г1   | Смоленское Кольцо | 27 июля     | Станислав Бурмистров | Станислав Бурмистров | Станислав Бурмистров | Команда Долгопрудного |
| 4    | Г2   | Смоленское Кольцо | 28 июля     | Станислав Бурмистров | Станислав Бурмистров | Станислав Бурмистров | Команда Долгопрудного |
| 5    | Г1   | Moscow Raceway    | 3 августа   | Константин Терещенко | Константин Терещенко | Станислав Бурмистров | Команда Долгопрудного |
| 5    | Г2   | Moscow Raceway    | 4 августа   | Константин Терещенко | Константин Терещенко | Константин Терещенко | Команда Москвы        |
| 6    | Г1   | Казань Ринг       | 21 сентября | Юрий Лобода          | Станислав Бурмистров | Роман Мавланов       | Команда Москвы        |
| 6    | Г2   | Казань Ринг       | 22 сентября | Станислав Бурмистров | Михаил Лобода        | Роман Мавланов       | Команда Москвы        |

## Итоги сезона
Гонщики на первых четырёх этапах получали половину очков, так как количество участников этапа было мало. Затем это правило было отменено. При подсчёте итоговых очков не учитывались результаты двух худших гонок.
Система подсчёта очков:
| Место на финише  | 1  | 2  | 3  | 4  | 5 | 6 | 7 | 8 | 9 | 10 | ПП | БК |
| ---------------- | -- | -- | -- | -- | - | - | - | - | - | -- | -- | -- |
| Количество очков | 20 | 15 | 12 | 10 | 8 | 5 | 4 | 3 | 2 | 1  | 1  | 1  |

| Легенда к таблице |                                                                    |
| --- | ------------------------------------------------------------------ |
| В таблице перечислены результаты всех гонок сезона. Строками таблицы являются гонщики или команды, столбцами — этапы соревнований. В каждой клетке указан результат, дополнительно обозначенный цветом. Расшифровка обозначений и цветов представлена в нижеследующей таблице. |                                                                    |
| \| Пример \| Описание \| \| ------------ \| ------------------------------------------------------------------ \| \| 1 \| Победитель \| \| 2 \| Второе место \| \| 3 \| Третье место \| \| 5 \| Финишировал, заработав очки \| \| Сход \| Не финишировал, но при этом заработал очки \| \| 12 \| Финишировал, не получив очков \| \| НКЛ \| Финишировал, но не попал в финальную классификацию \| \| 15 \| Участвовал вне зачёта, либо по отдельной классификации \| \| 18 \| Не финишировал, но попал в финальную классификацию \| \| Сход \| Не финишировал \| \| НКВ \| Не прошёл квалификацию \| \| НПКВ \| Не прошёл предквалификацию \| \| ДСК \| Дисквалифицирован \| \| ИСК \| Исключён из протокола соревнований \| \| ТТ \| Заявлен для участия только в тренировках \| \| НС \| Участвовал в квалификации, но не стартовал в гонке \| \| Т \| Травмирован или болен \| \| ОТК \| Отказ от участия \| \| НТР \| Прибыл на соревнования, но на трассу не выезжал \| \| НПР \| Был заявлен в числе участников, но не прибыл к началу соревнований \| \| О \| Соревнования отменены \| \| \| Не участвовал \| \| Поул-позиция \| \| \| Быстрый круг \| \| |                                                                    |
| Пример | Описание                                                           |
| 1 | Победитель                                                         |
| 2 | Второе место                                                       |
| 3 | Третье место                                                       |
| 5 | Финишировал, заработав очки                                        |
| Сход | Не финишировал, но при этом заработал очки                         |
| 12 | Финишировал, не получив очков                                      |
| НКЛ | Финишировал, но не попал в финальную классификацию                 |
| 15 | Участвовал вне зачёта, либо по отдельной классификации             |
| 18 | Не финишировал, но попал в финальную классификацию                 |
| Сход | Не финишировал                                                     |
| НКВ | Не прошёл квалификацию                                             |
| НПКВ | Не прошёл предквалификацию                                         |
| ДСК | Дисквалифицирован                                                  |
| ИСК | Исключён из протокола соревнований                                 |
| ТТ | Заявлен для участия только в тренировках                           |
| НС | Участвовал в квалификации, но не стартовал в гонке                 |
| Т | Травмирован или болен                                              |
| ОТК | Отказ от участия                                                   |
| НТР | Прибыл на соревнования, но на трассу не выезжал                    |
| НПР | Был заявлен в числе участников, но не прибыл к началу соревнований |
| О | Соревнования отменены                                              |
| | Не участвовал                                                      |
| Поул-позиция |                                                                    |
| Быстрый круг |                                                                    |

| Место | Гонщик               | МОС | МОС  | КАЗ | КАЗ  | КАЗ  | КАЗ  | СМО  | СМО  | МОС  | МОС  | КАЗ  | КАЗ  | Очки  |
| ----- | -------------------- | --- | ---- | --- | ---- | ---- | ---- | ---- | ---- | ---- | ---- | ---- | ---- | ----- |
| 1     | Станислав Бурмистров | 4   | 3    | 3   | Сход | 1    | 3    | 1    | 1    | 1    | 2    | 2    | 2    | 139   |
| 2     | Михаил Лобода        | 2   | 2    | 1   | 1    | 3    | 1    | 2    | Сход | 3    | 3    | 3    | 3    | 126,5 |
| 3     | Эдвард Фроленков     | НС  | НС   | 9   | 6    | 2    | 7    | 5    | 2    | 4    | 4    | 8    | 4    | 75,5  |
| 4     | Константин Терещенко | 1   | 1    |     |      |      |      |      |      | 2    | 1    |      |      | 73,5  |
| 5     | Юрий Лобода          | 5   | 6    | 6   | 7    | 4    | 2    | Сход | 3    | 5    | 7    | 4    | 8    | 68,5  |
| 6     | Алексей Рязанов      | 6   | 5    | 7   | 4    | 5    | 5    | 3    | Сход | 6    | 5    |      |      | 53,5  |
| 7     | Роман Мавланов       |     |      |     |      |      |      |      |      |      |      | 1    | 1    | 50    |
| 8     | Евгений Смелов       | 9   | Сход | 5   | 5    | Сход | 4    | 4    | 5    | 7    | 6    |      |      | 42    |
| 9     | Игорь Мухин          | 8   | 7    | 4   | 2    | 6    | Сход |      |      |      |      | 9    | 7    | 32    |
| 10    | Антон Курбатов       | 7   | Сход | 8   | 8    | 7    | 6    | 6    | 4    | 8    | Сход |      |      | 28    |
| 11    | Игорь Яворовский     |     |      |     |      |      |      |      |      |      |      | 5    | 5    | 20    |
| 12    | Ирек Миннахметов     |     |      | 2   | 3    | ДСК  | Сход |      |      |      |      |      |      | 17    |
| 13    | Денис Корнеев        | 3   | 4    |     |      |      |      |      |      |      |      |      |      | 13,5  |
| 14    | Михаил Малеев        |     |      |     |      |      |      |      |      |      |      | 10   | 6    | 9     |
| 15    | Станислав Сафонов    |     |      |     |      |      |      |      |      |      |      | 7    | 9    | 8     |
| 16    | Адель Муллахметов    |     |      |     |      |      |      |      |      |      |      | 6    | Сход | 8     |
| 17    | Анастасия Воронкова  |     |      |     |      |      |      |      |      | Сход | 8    |      |      | 4     |
| 18    | Булат Фатхуллин      |     |      |     |      |      |      |      |      |      |      | Сход | 10   | 1     |
| 19    | Андрей Степанов      |     |      |     |      |      |      |      |      | Сход | Сход |      |      | 0     |
| -     | Дмитрий Шахин        |     |      |     |      |      |      | НС   | НС   |      |      |      |      | 0     |

## Ход сезона
На первый этап было заявлено 10 гонщиков, но Эдвард Фроленков не смог принять участия в гонках, хотя и проехал по трассе на тренировках в субботу. Константин Терещенко, действующий чемпион серии, уверенно провёл обе гонки и одержал в них победу, Михаил Лобода финишировал оба раз следом за ним, а на третью ступень пьедестала поднялись Денис Корнеев в первой гонке и Станислав Бурмистров во второй.
Единую для обоих гонок второго этапа квалификацию выиграл Станислав Бурмистров. Первая гонка длилась 11 кругов. Ирек Миннахметов хорошо провёл старт и вышел в лидеры с третьего места на стартовой решётке. Некоторое время ему удавалось обороняться от атак Михаила Лободы, но затем Лобода всё же прошёл гонщика из Татарстана и доехал до финиша на первом месте. Обладатель поула, Станислав Бурмистров, закончил гонку лишь третьим. Он пытался обогнать Миннахметова, но повредил переднее антикрыло и из-за этого потерял в скорости. Следом финишировала плотная группа преследователей в составе Игоря Мухина, Евгения Смелова и Юрия Лободы. Вторая гонка этапа прошла в сложных погодных условиях – под дождём, серьёзным ветром и довольно прохладной температуре. Старт, как и вчера, выиграл Ирек Миннахметов, вновь вырвавшись в лидеры после первого поворота. Но на третьем круге Ирек не смог удержать машину на сырой трассе и его развернуло. Гонщик быстро сориентировался, завёл заглохший болид и продолжил гонку, пропустив вперёд лишь Станислава Бурмистрова и Михаила Лободу. Однако вскоре Станислав столкнулся с техническими проблемами и был вынужден завершить гонку досрочно.
Старт первой гонки третьего этапа вновь выиграл Ирек Миннахметов, который выбился в лидеры с пятого места, однако, в этот раз не обошлось без фальстарта, поэтому судьи назначили Иреку штраф в виде проезда по пит-лейн с обязательной остановкой. Но гонщик не стал отбывать наказание, за что после гонки был дисквалифицирован. Стоит отметить, что на этот раз организаторы по просьбе гонщиков решили несколько изменить регламент проведения данного этапа. В мае обе казанские гонки имели продолжительность 11 кругов, но гонки третьего этапа было решено проводить длительностью в 20 минут плюс один круг (то есть после 20 минут судья объявляет, что последующий круг будет финишным). Но случилась техническая накладка. Сначала судьи начали отсчёт одиннадцати кругов, как и в прошлый раз. Лишь на четвёртом круге ошибка была исправлена, и отсчёт кругов был заменён отсчётом времени. Но судьи, запутавшись в данной ситуации, совершили ошибку и показали клетчатый флаг не ровно после 20 минут и одного круга, а спустя ещё один лишний круг. В конце этого круга у лидера – Станислава Бурмистрова – закончилось топливо, и он финишировал «накатом», пропустив вперёд Эдварда Фроленкова. После гонки судьи рассмотрели сложившуюся ситуацию и обнаружили, что документ об изменении продолжительности гонки до 20 минут ещё не был подписан, поэтому приняли решение окончательно зафиксировать финиш по завершении 11 кругов. Но к воскресной гонке все формальности были соблюдены, и этот заезд продолжался 20 минут. На старте произошло столкновение Игоря Мухина и Эдварда Фроленкова, поэтому гонка была остановлена до тех пор, пока разбитые машины не были эвакуированы. Рестарт также не прошёл без происшествий – Ирек Миннахметов сзади поддел Алексея Рязанова, в результате чего сам вылетел в гравийную ловушку, а болид Рязанова развернуло, но он смог продолжить гонку. Гонку возглавил Станислав Бурмистров, но судьи усмотрели в его действиях нарушение правил и вынесли ему наказание. В итоге Станислав финишировал лишь третьим, а первыми финишную черту пересекли братья Лобода – Михаил впереди Юрия. А машину Эдварда Фроленкова механики смогли починить и выпустили гонщика на трассу с отставанием в два круга, причём именно Эдвард смог показать быстрый круг во второй гонке.
Четвёртый этап прошёл на трассе «Смоленское кольцо» совместно с Чемпионатом Европы по гонкам на грузовиках, Кубком Лада Гранта и гоночным классом Legends. Квалификацию выиграл Станислав Бурмистров. Дмитрий Шахин, дебютант гоночной серии, во время квалификации не смог удержать свой автомобиль на трассе, что привело к остановке квалификационной сессии красными флагами. Но в это время Евгений Смелов совершил обгон, что запрещено в режиме красных флагов, и его результаты были аннулированы. Сам Шахин квалифицировался седьмым, но принять участие в гонке он не смог, как сообщается, по причине неотложных дел. На старте первой гонки заглохли оба брата Лобода: Михаил завёл машину и гонку продолжил, а у Юрия произошёл обрыв троса переключения передач, так что он стартовать вовсе не смог. Из-за остановившегося на главной прямой болида Юрия Лободы, в течение первых трёх кругов остальные гонщики ехали за машиной безопасности. Обе гонки выиграл Станислав Бурмистров, показав заодно и лучший круг.
Начиная с пятого этапа стали проводиться отдельные квалификации к каждой гонке этапа, а также перестали начислять половинчатые очки в случае, когда участие в этапе принимает небольшое количество гонщиков. Гонка проводилась на короткой конфигурации трассы Moscow Raceway, эту же конфигурацию использовали и гонщики DTM, выступавшие здесь параллельно с гонщиками «Формулы Россия». Станислав Бурмистров и Константин Терещенко вели борьбу за победу в обоих гонках, в итоге каждый из них в эти выходные побывал на высшей ступеньке пьедестала. При этом Терещенко в обоих гонках стартовал с поула и показывал лучший круг.
Финальный этап сезона стал самым массовым для «Формулы Россия»: участие приняло 11 гонщиков. Наибольший интерес представляли выступавшие в Европе Роман Мавланов и Михаил Малеев, а также Станислав Сафонов, до этого выступавший в грузовом автокроссе на ЗИЛ-130 (не стоит путать со Станиславом Сафроновым, выступавшим в Формуле-Россия в 2014). В квалификации к первой гонке свой первый в формульной карьере поул завоевал Юрий Лобода, второе время показал Роман Мавланов, и лишь только третьим стал один из претендентов на чемпионство – Михаил Лобода. Лидер чемпионата (с преимуществом в 5,5 очоков) – Станислав Бурмистров – квалифицировался пятым. В первой гонке Роман Мавланов уже на старте вышел в лидеры, опередив Юрия Лободу. Затем Лобода пропустил вперёд обоих лидеров чемпионата – и своего брата Михаила, и Станислава Бурмистрова. В этой борьбе верх в итоге взял Бурмистров – он финишировал вторым. Юрий Лобода до конца гонки держался на четвёртой позиции. Замкнул пятёрку дебютант Игорь Яворовский, который ушёл в гонку седьмым. В воскресенье гонка и квалификация прошли при сухой погоде, в отличие от субботних. Квалификацию на этот раз выиграл Станислав Бурмистров, а Роман Мавланов снова показал второе время. Игорь Мухин показал достойное третье время и лишь четвёртым квалифицировался Михаил Лобода. И вновь старт выиграл Мавланов, Бурмистров занял позицию позади нетто, а Игорь Яворовский, которому вновь удался старт, закончил первый круг на третьей позиции. А вот позади произошёл контакт между Игорем Мухиным и Юрием Лобода, в результате которого Юрий повредил антикрыло. Станислав Бурмистров пытался обогнать Романа Мавланова, но безуспешно. Роман одержал вторую победу подряд, а Станислав финишировал сразу за ним, заработав титул Чемпиона 2013 года «Формулы Россия».